# Glândula uropigial

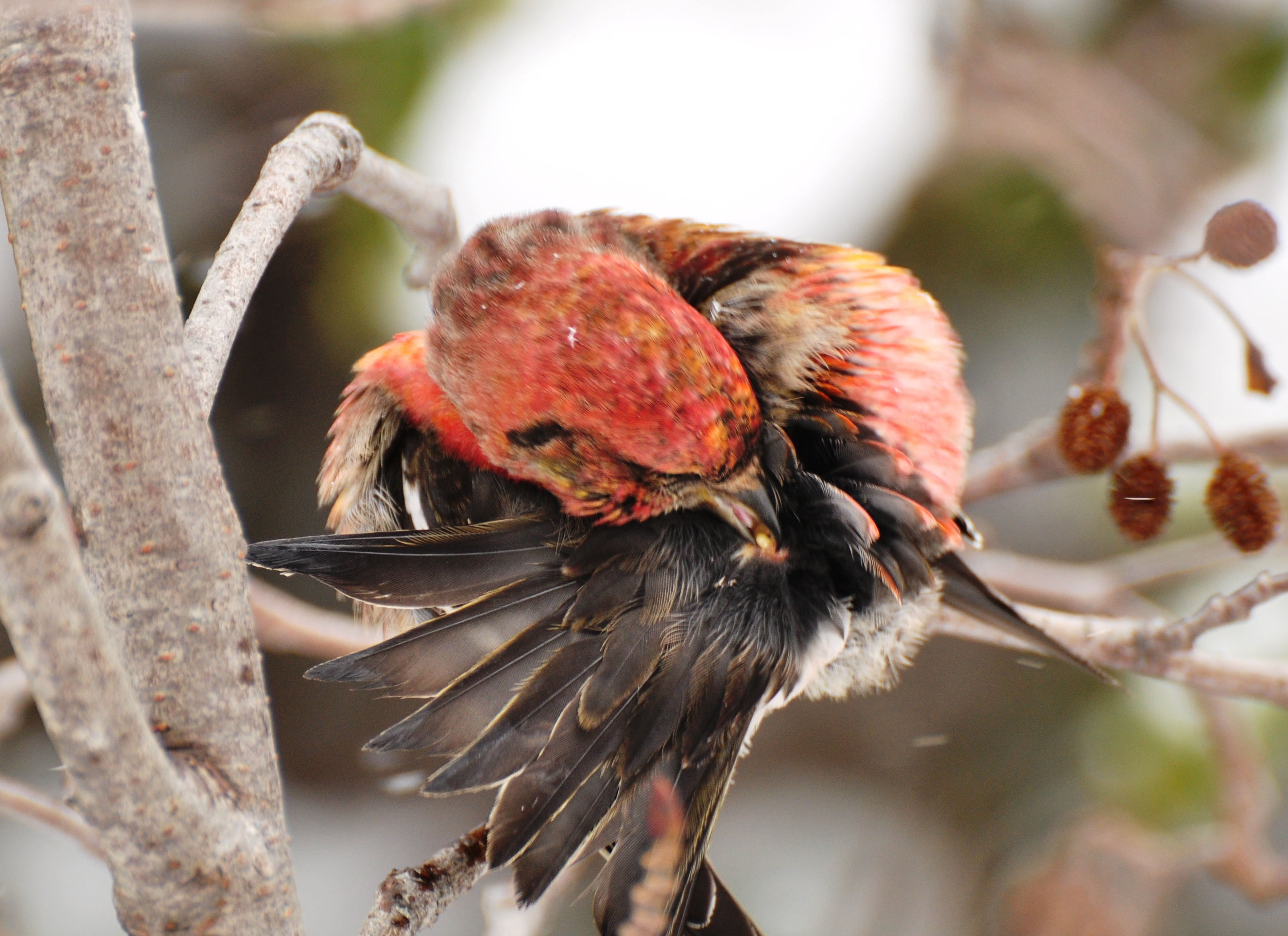
Cruza-bico-franjado (Loxia leucoptera) a extrair óleo da glândula uropigiana.

A glândula uropigiana ou uropígea é um órgão localizado sobre o uropígio das aves (região da cauda) que secreta uma substância oleosa utilizada como impermeabilizante para as penas, lubrificante para o bico, de modo que não fique quebradiço, e auxilia também na termorregulação . O espalhamento do óleo pelo corpo é feito pela própria ave, que o faz com o bico, por isso vemos aves passando o bico em si mesmas, principalmente patos em lagoas.